# تيترابايلون

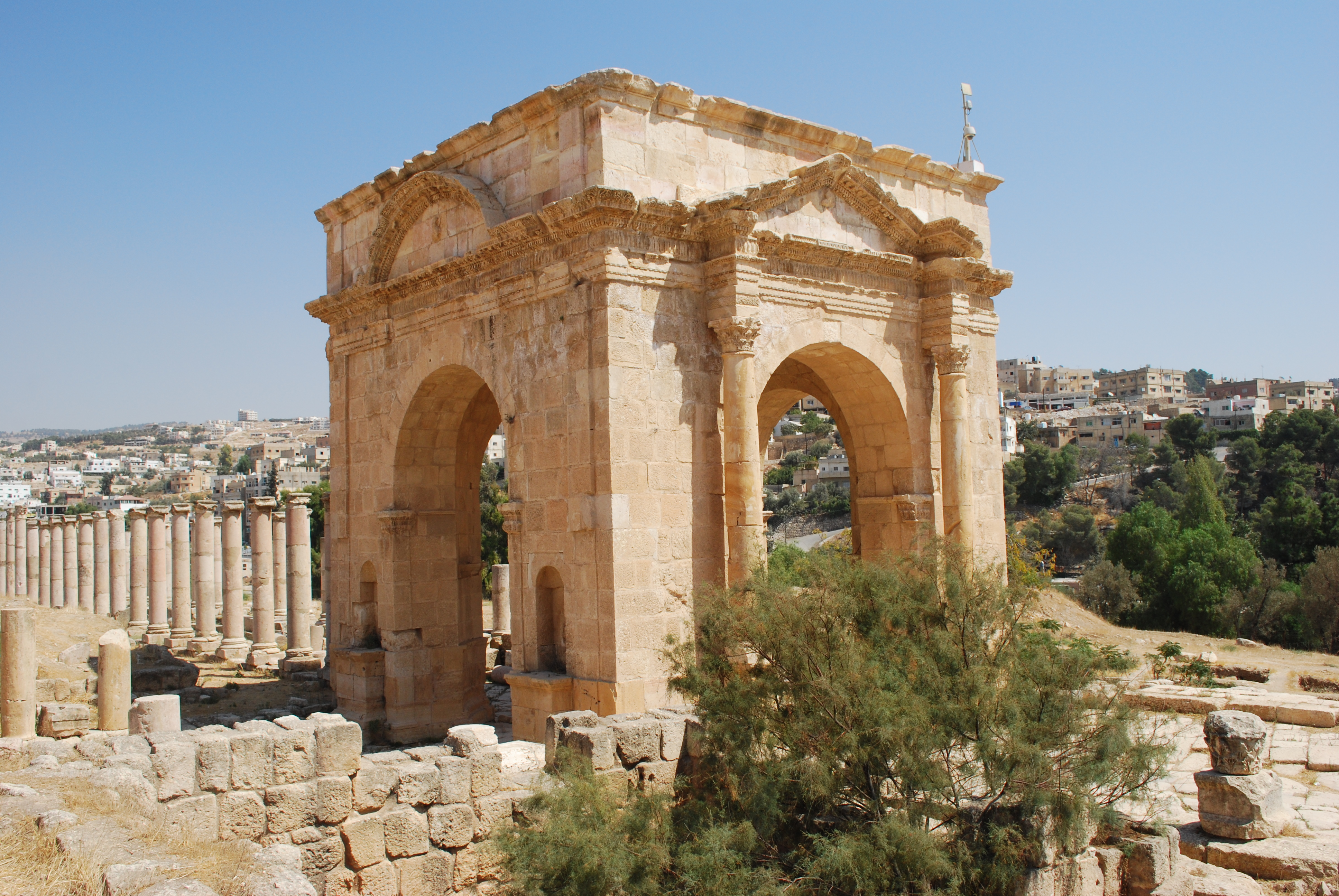
التيترابايلون الشمالي في جرش في الأردن

التيترابايلون ((باليونانية: τετράπυλον)‏، ويعني البوابات الأربع) والكلمة جمع tetrapyla، وباللاتينية quadrifrons ومعناه الحرفي، "الواجهات الأربعة"، هي أحد أنواع النُصُب في العمارة الرومانية وتكون بشكل مكعب، مع بوابة على كل جانب من الجوانب الأربعة. كانت تُبنى بشكلٍ عام على مفترقات الطرق.

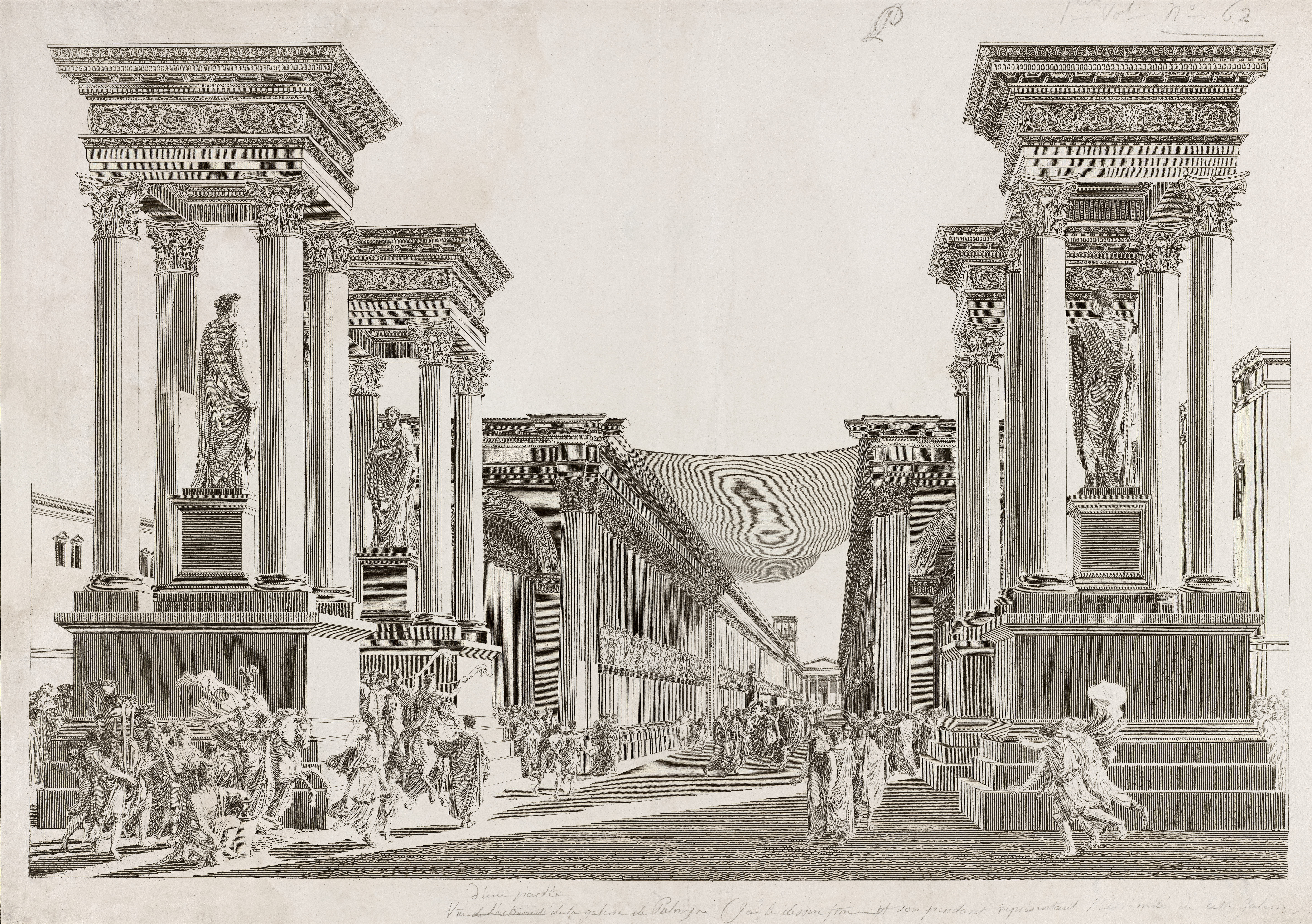
منظر تخيّلي لتيترابايلون تدمر، سوريا، رسمها فنان مجهول بعد فترة لويس-فرانسوا كاساس، ca. 1799. لوحة إثبات الرسم. 17.9 x 25.7 إنش (45.5 x 65.5 سم). معهد غيتي للأبحاث، 840011

التيترابايلون هو معلم شائع في العمارة الكلاسيكية، ما يميّز هذا النموذج وجود أربع بوابات في أربع أركان، أو وجود هياكل داعمة توضع في الزوايا بطريقة مناسبة. قد يكون التيترابايلون بناءً مفرداً أو عدة هياكل منفصلة. بنيت كمعالم على مفترقات الطرق الكبرى أو كنقاط اتصال جغرافية، واعتبرت نوع فرعي من أقواس النصر الرومانية، أو ببساطة كمعلم جمالي.

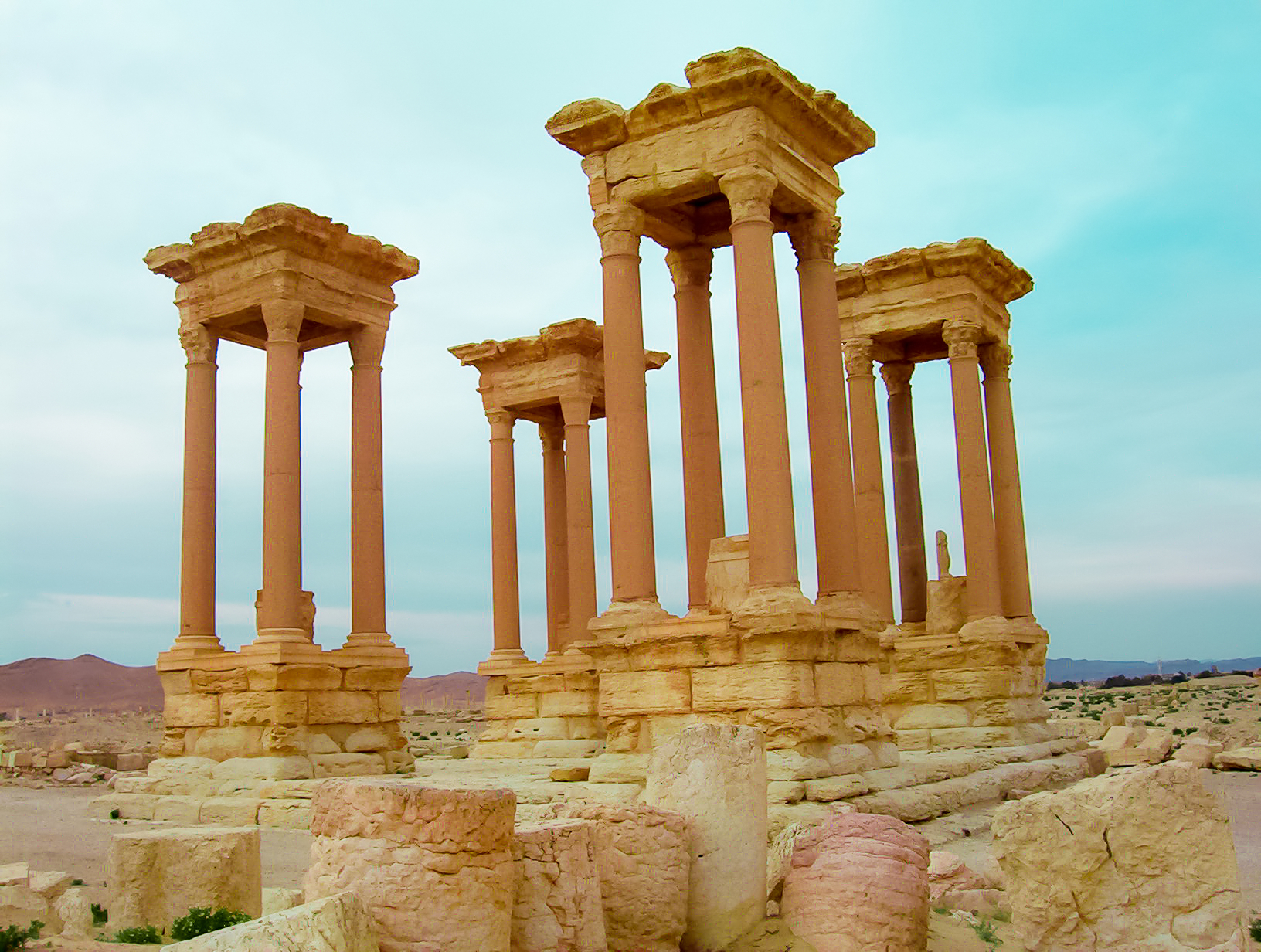
ربما كان البناء الأكثر لفتاً هو الموجود في تدمر في سوريا، حيث كان التيترابيلون ثاني محور في مسار شارع كولوناديد. وتكون البناء من منصة مربعة تحمل في كل ركنٍ مجموعة ضيقة من أربعة أعمدة. وكانت كل مجموعة من الدعامات الأربعة تحمل إفريزاً ثابتاً بوزن 150 ألف كغم. تعرض البناء لتخريب شديد عام 2017.

## تيترابايلونات مشهورة
- أل كابارا في سوريا
- في تدمر في سوريا
- بوابة أفروديسياس في أفروديسياس في تركيا يُعتبر تيترابايلون.
- ميليون، معلم في القسطنطينية
- قوس جانوس في روما
- قوس كركلا) في ثيفيستي (تبسة).
- في عنجر (في سهل البقاع)عند تقاطع شارعي كاردو ماكسيموس وديمومانيوس ماكسيموس
- 2 في جرش (الأردن) شمال ديكومانوس وجنوب ديكومانوس